# Gopo pentru cel mai bun montaj
Gopo pentru cel mai bun montaj este un premiu acordat în cadrul galei Premiilor Gopo.
Câștigătorii și nominalizații acestei categorii sunt:

## Anii 2000
- 2007 Cristina Ionescu - Cum mi-am petrecut sfârșitul lumii
  - Alexandru Radu - Legături bolnăvicioase
  - Ioachim Stroe - Ryna

- 2008 Cătălin Cristuțiu - California Dreamin' (Nesfârșit)
  - Dana Bunescu - 4 luni, 3 săptămâni și 2 zile

- 2009 Dan Nanoveanu - Restul e tăcere
  - Nita Chivulescu - Supraviețuitorul
  - Cristian Nicolescu, Cristina Ionescu - Nunta mută

## Anii 2010
- 2010 Ludo Troch - Concertul
  - Adrian Sitaru - Pescuit sportiv
  - Cătălin F. Cristuțiu - Cea mai fericită fată din lume
  - Mátyás Fekete - Katalin Varga
  - Roxana Szel - Polițist, adjectiv

- 2011 Dana Bunescu - Autobiografia lui Nicolae Ceaușescu
  - Alexandru Radu - Marți, după Crăciun
  - Cătălin F. Cristuțiu, Sorin Baican - Eu când vreau să fluier, fluier
  - Cătălin F. Cristuțiu - Medalia de onoare
  - Dana Bunescu - Autobiografia lui Nicolae Ceaușescu
  - Tudor Pojoni - Morgen

- 2012 Eugen Kelemen  – Periferic
  - Mihai Codleanu  – Bună! Ce faci?
  - Roxana Szel, Ioachim Stroe  – Metrobranding
  - Cristina Ionescu, Ștefan Ioan Tatu  – Loverboy

- 2013 Cătălin Cristuțiu  – Undeva la Palilula
  - Andrei Iancu  – Și caii sunt verzi pe pereți
  - Ioachim Stroe  – Tatăl fantomă
  - Nita Chivulescu  – Despre oameni și melci

- 2014 Dana Lucreția Bunescu  – Poziția copilului
  - Andrei Gorgan, Adrian Sitaru – Domestic
  - Eugen Kelemen, Cristina Ionescu  – La limita de jos a cerului
  - Ion Ioachim Stroe  – O vară foarte instabilă
  - Tudor Pojoni  – Rocker

- 2015 Cătălin Cristuțiu, Larry Madaras, Robero Silvi  – Closer to the Moon
  - Gabi Basalici   – București, unde ești?
  - Wolfgang Lehmann, Cătălin Cristuțiu  – Pașaport de Germania
  - Dana Lucreția Bunescu  – Q.E.D.

- 2016 Cătălin Cristuțiu  – Aferim!
  - Eugen Kelemen  – Box
  - Lemhenyi Reka  – De ce eu?
  - Tudor Pojoni  – București NonStop
  - Ion Ioachim Stroe  – Muntele magic

- 2017 Letiția Ștefănescu, Ciprian Cimpoi  – Sieranevada
  - Roxana Szel  – Câini
  - Mircea Olteanu, Theo Lichtenberger  – Ilegitim
  - Cătălin Cristuțiu  – Inimi cicatrizate
  - Mircea Olteanu  – Bacalaureat

- 2018 Dana Bunescu  – Ana, mon amour
  - Cătălin Cristuțiu  – Breaking News
  - Mircea Olteanu, Ștefan Pârlog, Andrei Dăscălescu  – Planeta Petrila
  - Ștefan-Ioan Tatu  – Ultima zi
  - Mircea Olteanu  – Un pas în urma serafimilor

- 2019 Dana Bunescu, Alexandra Gulea  – Moromeții 2
  - Cătălin Cristuțiu  – Charleston
  - Florin Șerban  – Dragoste 1. Câine
  - Corina Stavilă  – Pororoca
  - Dragoș Apetri  – Povestea unui pierde vară

## Anii 2020
- 2020 Roxana Szel  – La Gomera
  - Adina Pintilie  – Nu mă atinge-mă
  - Dana Bunescu  – Distanța dintre mine și mine
  - Ion Ioachim Stroe  – Heidi
  - José M. G. Moyano și Manuel Terceño  – Parking

- 2021 Alexander Nanau, George Cragg și Dana Bunescu  – colectiv
  - Andrei Gorgan  – Acasă
  - Cătălin Cristuțiu  – Tipografic Majuscul
  - Patricia Chelaru și Cătălin Cristuțiu  – Ivana cea Groaznică
  - Tudor D. Popescu  – Urma

- 2022 Cătălin Cristuțiu  – Babardeală cu bucluc sau porno balamuc
  - Bogdan George Apetri  – Neidentificat
  - Dana Bunescu  – Otto barbarul
  - Dragoș Apetri, Andrei Iancu și Bogdan Zărnoianu  – Malmkrog
  - Mircea Olteanu și Costi Zaharia  – Tata mută munții

- 2023 Eugen Kelemen  – Oameni de treabă
  - Dragoș Apetri  – Balaur
  - Delia Oniga  – Imaculat
  - Patricia Chelaru  – Metronom
  - Ligia Popescu  – Pentru mine tu ești Ceaușescu

- 2024 Reka Lemhenyi  – Libertate
  - Șerban Georgescu  – Cazul Inginerului Ursu
  - Dragoș Apetri, Cătălin Cristuțiu, Vlad Petri  – Între revoluții
  - Cătălin Cristuțiu  – Nu aștepta prea mult de la sfârșitul lumii
  - Dragoș Apetri  – Spre nord

- 2025 Vanja Kovačević, Mircea Lăcătuș  – Anul Nou care n-a fost
  - Letiția Ștefănescu  – Alice ON & OFF
  - Alexandra Gulea  – Moromeții 3
  - Tudor D Popescu  – Nasty
  - Andrei Iancu, Dana Bunescu  – Săptămâna Mare